# کلودیا آلوارز
کلودیا آلوارز (اسپانیایی: Claudia Álvarez‎؛ زادهٔ ۶ اکتبر ۱۹۸۱) هنرپیشه و مدل اهل مکزیک است. وی از سال ۲۰۰۴ میلادی تاکنون مشغول فعالیت بوده‌است.